# Ile Endicott
L'ile Endicott (en anglais : Endicott Island) est une ile artificielle de 18 hectares située à 4 km de la côte arctique de l'Alaska, à 24 km de Prudhoe Bay. L'ile Endicott a été construite en 1987. Elle est utilisée par BP et Hilcorp Alaska pour l'exploitation pétrolière.
L'ile est reliée au continent par une chaussée, à la différence de l'ile Northstar qui est trop loin de la terre ferme.
Endicott a été la première exploitation de pétrole offshore permanente en Arctique. La production initiale de 100 000 barils (16 000 m3) de pétrole par jour a progressivement diminué pour n'être plus que de 8 000 barils par jour en 2011. Environ 460 millions de barils (73 000 000 m3) avaient été produits en 2011. Le pétrole raffiné est expédié depuis l'ile d'Endicott par un oléoduc dédié de 39 km, puis par l'oléoduc trans-Alaska pour rejoindre Valdez au Sud de l'Alaska.
Des rejets illégaux de matières toxiques entre 1993 et 1995 ont conduit à la condamnation en 1999 des sociétés BP et Doyon Drilling à 1,5 million de dollar d'amende et 22 millions de dollars de dommages et intérêts.
En 2010 BP envisage l'exploitation du gisement Liberty distant de 12 kilomètres via un forage horizontal depuis l'ile d'Endicott, évitant ainsi les restrictions sur les forages offshore. Ce projet est finalement abandonné.